# مجله بریتانیایی پرستاری کودکان
پرستاری کودکان (به انگلیسی: Paediatric Nursing) نام یک مجله پرستاری است که در زمینه پژوهش‌ها و مقاله‌های پرستاری بالینی کودکان از ۱۹۸۹ در بریتانیا منتشر می‌شود. این مجله به صورت ۱۰شماره در سال به وسیلهٔ پایگاه‌های داده زیر اندکس می‌شود:
- سی‌آی‌اِن‌اِی‌اِچ‌اِل (CINAHL)
- مدلاین (MEDLINE)
- اسکوپوس (Scopus)
- پروکوئست (ProQuest)
- پایگاه داده اِبسکو (EBSCO databases)
- تامسون گِیل (Thomson Gale)